# سفارة فرنسا في البوسنة والهرسك
سفارة فرنسا في البوسنة والهرسك هي أرفع تمثيل دبلوماسي لدولة فرنسا لدى البوسنة والهرسك. تقع السفارة في سراييفو وهي تهدف لتعزيز المصالح الفرنسية في البوسنة والهرسك.

## وصلات خارجية
- الموقع الرسمي
- قائمة سفارات فرنسا
- قائمة السفارات في البوسنة والهرسك